# MDR Life
MDR Life war eines der sieben Hörfunkprogramme des Mitteldeutschen Rundfunks, das die neu gegründete Landesrundfunkanstalt in der Zeit zwischen ihrem Sendebeginn und dem 31. Dezember 1999 ausstrahlte. Produziert wurde das Programm im damaligen MDR-Funkhaus Springerstraße in Leipzig. Mit dem Umzug der länderübergreifenden MDR-Hörfunkprogramme nahm am 1. Januar 2000 die Nachfolgewelle unter dem Namen „Jump FM“ (heute: MDR Jump) bereits aus der Hörfunkzentrale des Mitteldeutschen Rundfunks in  Halle (Saale) den Sendebetrieb auf. MDR Life war das letzte Programm, das noch aus den alten Räumlichkeiten sendete.

## Allgemeine Informationen
Alles wissen, alles hören, alles MDR Life – unter diesem Motto sendete MDR Life für das Sendegebiet der Länder Sachsen, Sachsen-Anhalt und Thüringen. Das anfängliche Programm beinhaltete verschiedenste Sendungen, wie die „MDR-Life-Frühstücksshow“ an Wochentagen. Sie bot alle 20 Minuten im „MDR-Life-Report“ wichtige Tagesmeldungen und Schlagzeilen. In der Sendung „MDR-Life-Feierabendshow“ mit dem „MDR-Life-Drei-Länder-Report“ fanden sich die Themen wieder, welche den regionalen und lokalen Bezug zu den Hörern herstellten. Auch Ratgeberthemen bestimmten den Vormittag mit der Sendung „MDR Life a. m.“. Mittags bot „MDR Life Pop“ neben frischem Sound Informationen über Stars, Trends und Kinohits, außerdem Angebote des MDR-Life-Clubs und den „PC-Notarzt“ für schnelle Hilfe bei Computerproblemen. Ab Mitternacht stand im „MDR-Life-Nachtfalter“ die Musik sowie Hörerbeteiligung per Telefon im Vordergrund. Sonntagnachmittags gab es die „MDR-Life-Hits der Woche“. Auch Oldies aus den 60er Jahren, House und Technomusik fanden sich im Programm wieder.

## Programmreformen
Im Rahmen der Entwicklung der Hörfunkwelle MDR Life fand auch eine Vielzahl an Programmoptimierungen und -reformen statt. So gab es die erste große Veränderung beim Sender im Jahre 1996. Neben verändertem Sendeschema wurde insbesondere hier die Musikfarbe erneuert. Auch der Slogan des Senders wurde modifiziert. So hieß „MDR Life – das Musikradio“ nun „MDR Life – das Service-Radio“. Ursache für diese ersten Veränderungen war die Tatsache, dass die Tagesreichweite des Senders laut Media-Analyse 1996 um 200.000 Hörer zurückging. Ein gutes Jahr später, am 3. November 1997, ging erneut ein verändertes Programmangebot auf Sendung. So wurden die Hörer jeweils um 12:00 Uhr und 18:00 Uhr eine Stunde lang über die neuesten Nachrichten aus Politik, Wirtschaft und Unterhaltung informiert. Sogenannte MDR-Life-Reporter berichteten aus dem Sendegebiet, Korrespondenten des MDR und der ARD aus Deutschland und dem Rest der Welt. Dazu kam ein neues Musikprogramm im „Recurrent-Based-AC-Format“, das sich am Geschmack der 23- bis 39-jährigen Hörer orientiert. Sinn dieser Veränderung war es, die Informations- und auch die Unterhaltungskompetenz zu verbessern. Für den informativen Anspruch wurde auch dem Senderlogo der Beiname „MDR Life – Radio mittendrin“ gegeben, welcher im Jahre 1999 Einzug hielt.

## Empfangbarkeit und Klangbild
Der MDR strahlte das Programm MDR Life in Sachsen, Thüringen und Sachsen-Anhalt über die zuvor vom Berliner Rundfunk genutzte UKW-Senderkette terrestrisch aus. Weiterhin konnte MDR Life europaweit im ADR-Verfahren über das Astra-Satellitensystem (19.2° Ost) empfangen werden. Im Programmbouquet des digitalen Programmangebots der ARD, ARD Digital, war MDR Life auch empfangbar. Ebenso wurde das Programm in verschiedenen Kabelnetzen verbreitet.
Besonders aufgefallen ist MDR Life durch das unverwechselbare Klangbild. Neben dem bereits aus privaten Hörfunkprogrammen des westlichen Teils Deutschlands bekannten kraftvolleren, „massiven“ Höreffekt durch Audiokompression wurde dem Audiosignal ein sehr starker Stereoeffekt hinzugefügt, welcher als akustisches Markenzeichen galt und den Wiedererkennungseffekt begünstigte. Wer den Sender unterwegs im Auto hörte und auf eine andere MDR-Life-Frequenz wechseln musste, fand den Sender dank des markanten Klangbilds innerhalb kürzester Zeit wieder. Kurz bevor der Nachfolgesender Jump FM auf Sendung ging, konnte man mitverfolgen, wie der Stereoeffekt und die Audiokompression langsam weggedreht wurden. Das Klangbild ist seitdem nicht mehr so speziell.

## Slogans
Während seines achtjährigen Bestehens nutzte und entwickelte der Sender verschiedene Claims.
- Das Service-Radio
- Dein Lieblingsradio
- Drei Länder, ein Sender
- Ein starkes Stück von Ost
- MDR Life – Radio mittendrin

## Programmeinstellung
Aufgrund der immer weiter abnehmenden Hörerzahlen im Sendegebiet, was entsprechende Media-Analysen immer wieder bewiesen, wurde der Kanal zum 31. Dezember 1999 eingestellt. Der letzte gespielte Titel war The Final Countdown von Europe. Als Nachfolgeprogramm produziert der Mitteldeutsche Rundfunk das Programm Jump FM, welches ab dem 1. Januar 2000 die Frequenzen von MDR Life übernahm und noch heute unter dem Namen MDR Jump sendet.